# Dendromyza crassifolia
Dendromyza crassifolia là một loài thực vật có hoa trong họ Santalaceae. Loài này được (Gibbs) Stauffer mô tả khoa học đầu tiên năm 1969.